# Епизоотиологија
Епизоотиологија је наука која проучава узроке настајања, ширења, кретања и престајања, заразних болести код животиња, као и методе и начине њиховог сузбијања и искорењивања. Појам је насто од француске речи épizootique = ендемичан код животиња, који је настао од грчких речи, epi — на ζῳότης — животињска природа и logiа — наука.

## Епизоотиологија као наука
Као научна дисциплина епизоотиологија се може поделити на:
- Општу епизоотологију - која истражује опште законе развоја и нестајања заразних болести; доктрину имунитета и заразних болести; изучавање општих и посебних мера лечења животиња.[1]
- Посебну епизоотологију - која проучавање карактеристике узрочника, патогенезу, дистрибуцију, патолошко-анатомски промене, методе дијагностике и диференцијалне дијагностике, лечења, економских губитака и развој мера превенције и искорењивања.

Да би се решила бројне проблеме епизоотологија користи у свом раду основна знања из области ветеринарске генетике и имунологије.

## Историјат
Епизоотологија ка наука нагло је почела да се развија после 1920. године. Научници су од прве половине 20. века све више почели да детаљано проучавају читав низ мало познатих или потпуно непознатих заразних болести, и разматрају бројна питања дијагностике и имунитета, патогенезе, и превенције одређених инфекција код многим домаћих животиња, птица и пчела.

## Појмови
- Ензоотија - је стална појава неке заразне болести на одређеном подручју, која нема тенденцију ширења (локална зараза).
- Епизоотија - је учестала појава заразне болести на неком подручју са тенденцијом ширења (земаљска зараза). Карактерише се појавом болести код великог броја животиња и одликује брзим ширењем болести.
- Анзоотија - је ширење епизоотије у више држава и на више континената (светска зараза).
- Зоонозе - су болест које човек добија од болесних или наизглед здравих животиња.

## Задаци епизоотиологије
Поред бављења научноистраживачким радом и школовањем кадрова епизоотиологија се бави и:
- Профиласком заразних болести
- Откривањем (изоловањем) заразних болести
- Сузбијањем заразних болести
- Искорењавањем заразних болести.

Два основна начина контроле и искорењивање заразних болести које је поставила епизоотологија постали су; имунопрофилакса и уништавање оболелих животиња и нешкодљиво уклањање лешева.

## Врсте инфекција
Инфекција може бити различитог порекла и врсте, а деле се: 
Према месту где се налази узрочник инфекције се деле на ендогене и егзогене инфекције.
Према броју и врсти микрорганизама на просте и сложене инфекције.
Према локализацији инфекције на опште и локалне.
Према дејству инфекције на; 
- Латентне (скривена) – када симптоми болести нису довољно изражени, а микроорганизам је присутан.
- Реинфекције (поновна инфекција) када после оздрављења исти микрорганизам поново изазове исту болест.
- Суперинфекција – када нови микроорганизам измени ток инфекције у своју корист.

## Фактори који утичу на појаву инфекције
За настанак инфекције и појаву заразна болсет потребно су пет фактора, а то су: 
1. Извор заразе,
2. Путеви преношења заразе,
3. Врста инфекције,
4. Количина и вирулентност микроорганизама,
5. Пријемљивост организма.

### Извор заразе
Извор заразе је место где се налазе локализовани узрочници, пре настајања заразе. Према локализацији извор заразе може бити: примарни,
интермедијарни и секундарни.
Примарни извор инфекције
Као примарни извор инфекције сматрају се животиње у стању инкубације, оздрављења и реконвалесценције. Анимални производи од оболелих животиња и клицоноша (када се оне налазе у стадијуму инкубације или реконвалесценције), дивље животиње, инсекти. 
Интермедијарни извор заразе
У ове изворе спадају болесне животиње које заразу шире излучевинама, преко уста, носа, мокраће, суза, столице или из оболелих места на кожи.
Секундарни извор инфекције
Секундарни извор инфекције могу бити предмети који се употребљавају у поступку са болесним животињама, вода, ваздух, земљиште, транспортна средства и објекти у којима се чувају животиње.

### Путеви преношења инфекције
Средства и путеви којима се патогени микроорганизми преносе са извора заразе до макроорганизма могу бити контактом и то директним (угриз, додир,
припуст) и индиректним (предмети, људи, животиње). Зараза се може пренети путем птица, воде, ваздуха, земље итд. 
Вектори су преносиоци узрочника заразних болести (нпр инсекти), који заразу преносе механичким и биолошким путем.

### Врата инфекције
Улазна врата или место кроз које продиру микроорганизми у макроорганизам, могу бити слузокожа респирсторног, урогениталног, дигестивног система, плацента и коњуктива. Та места претходно морају бити оштећена.

### Количина и вируленција микоорганизама
За настанак инфекције веома је важна количина (број) и вируленција микоорганизама који би требло да савладају отпорност организма.

### Пријемљивост организма
Да би настала инфекција заразним болестима, поред извор заразе, путеви преношења, патогености и вируленције микроорганизама веома је значајно стање макроорганизама тј. да ли су они пријемљив за неку врсту микрорганизма. На пријемљивост у макроорганизму утичу:
- Стање организма – гладовање,[5] измореност
- Старост – млађе животиње лакше оболевају од старијих
- Раса – неке расе су остељивије од других
- Пол – неке болести настају код женских, а неке код мушких грла.

## Подела заразних болести према начину ширења инфекције
Према начину ширења инфекције заразне болести се дела на; ланчасте, таласасте и експлозивне.
Ланчасте
Таласасте
Експлозивне

## Општа начела сузбијање искорењавања и спречавања појаве зараза
У сузбијању заразних болести користе се разноврсни методи у зависности одврсте заразне болести, начина држања и других фактора.
Редослед поступака
Ред поступака је следећи:
- Прво - постављање тачне дијагнозе.
- Друго - након постављања дијагнозе предузима се читав низ мера које имају за задатакда спрече даље ширење заразе.

Мере
Мере за сузбијање искорењавања и спречавања појаве зараза састоје се у следећем: 
- строго изоловање (дворишта, фарми),
- забрана транспорта, изложби, сајмова, пијачне продаје,
- спровођење ветеринарско санитарне мере у зараженом подручју (дезинфекција, нешкодљиво уклањање угинулих и оболелих животиња).

Искорењивање заразе је крајњи циљ свих наведених мера и поступака. 
Да је зараза престала, сматра се ако се код пријемљивих животиња код којих није вршена превентивна имунопрофилакса, у дужем периоду није појавио ниједан случај заразне болести.